# Chaetophiloscia pallida
Chaetophiloscia pallida is een pissebed uit de familie Philosciidae. De wetenschappelijke naam van de soort is voor het eerst geldig gepubliceerd in 1928 door Verhoeff.